# 昭和史発掘
『昭和史発掘』（しょうわしはっくつ）は、松本清張によるノンフィクション作品。『週刊文春』に連載され（1964年7月6日号 - 1971年4月12日号）、1965年1月から1972年10月にかけて単行本全13巻が刊行された。田中義一の陸軍機密費問題から日本近代史の分岐点と捉えた二・二六事件までを、関係者への取材や膨大な史料を駆使して描いている。1967年の第1回吉川英治文学賞、1970年の第18回菊池寛賞受賞作品。発行部数は300万部を突破している。

## 内容
- 数字は収録巻数、ーは未収録を示す。

| 話数 | タイトル               | タイトル               | 単行本 (1965年-72年) | 松本清張全集 (1973年) | 文春文庫旧版 (1978年-79年) | 文春文庫新装版 (2005年) |
| ---- | ---------------------- | ---------------------- | -------------------- | --------------------- | -------------------------- | ----------------------- |
| 1    | 陸軍機密費問題         | 陸軍機密費問題         | 1                    | ー                    | 1                          | 1                       |
| 2    | 石田検事の怪死         | 石田検事の怪死         | 1                    | 32                    | 1                          | 1                       |
| 3    | 朴烈大逆事件           | 朴烈大逆事件           | 1                    | 32                    | 1                          | 1                       |
| 4    | 芥川龍之介の死         | 芥川龍之介の死         | 2                    | 32                    | 2                          | 1                       |
| 5    | 北原二等卒の直訴       | 北原二等卒の直訴       | 2                    | 32                    | 2                          | 1                       |
| 6    | 三・一五共産党検挙     | 三・一五共産党検挙     | 2                    | 32                    | 2                          | 2                       |
| 7    | 満洲某重大事件         | 満洲某重大事件         | 3                    | ー                    | 3                          | 2                       |
| 8    | 佐分利公使の怪死       | 佐分利公使の怪死       | 3                    | 32                    | 3                          | 2                       |
| 9    | 潤一郎と春夫           | 潤一郎と春夫           | 3                    | 32                    | 3                          | 2                       |
| 10   | 天理研究会事件         | 天理研究会事件         | 4                    | 32                    | 4                          | 2                       |
| 11   | 「桜会」の野望         | 「桜会」の野望         | 4                    | ー                    | 4                          | 3                       |
| 12   | 五・一五事件           | 五・一五事件           | 4                    | ー                    | 4                          | 3                       |
| 13   | スパイ"M"の謀略        | スパイ"M"の謀略        | 5                    | 32                    | 5                          | 3                       |
| 14   | 小林多喜二の死         | 小林多喜二の死         | 5                    | ー                    | 5                          | 4                       |
| 15   | 京都大学の墓碑銘       | 京都大学の墓碑銘       | 6                    | ー                    | 6                          | 4                       |
| 16   | 政治の妖雲・穏田の行者 | 政治の妖雲・穏田の行者 | ー                   | ー                    | ー                         | ー                      |
| 17   | 天皇機関説             | 天皇機関説             | 6                    | ー                    | 6                          | 4                       |
| 18   | 「お鯉」事件           | 「お鯉」事件           | ー                   | ー                    | ー                         | ー                      |
| 19   | 陸軍士官学校事件       | 陸軍士官学校事件       | 6                    | ー                    | 6                          | 4                       |
| 20   | 二・二六事件           | 相沢事件               | 7                    | ー                    | 7                          | 5                       |
| 21   | 二・二六事件           | 軍閥の暗闘             | 7                    | ー                    | 7                          | 5                       |
| 22   | 二・二六事件           | 相沢公判               | 8                    | ー                    | 8                          | 5                       |
| 23   | 二・二六事件           | 北・西田と青年将校運動 | 8                    | ー                    | 8                          | 6                       |
| 24   | 二・二六事件           | 安藤大尉と山口大尉     | 9                    | ー                    | 9                          | 6                       |
| 25   | 二・二六事件           | 二月二十五日夜         | 9                    | ー                    | 9                          | 6                       |
| 26   | 二・二六事件           | 襲撃                   | 10                   | ー                    | 10                         | 7                       |
| 27   | 二・二六事件           | 諸子ノ行動             | 10                   | ー                    | 10                         | 7                       |
| 28   | 二・二六事件           | 占拠と戒厳令           | 11                   | ー                    | 11                         | 7                       |
| 29   | 二・二六事件           | 奉勅命令               | 11                   | ー                    | 11                         | 8                       |
| 30   | 二・二六事件           | 崩壊                   | 11                   | ー                    | 11                         | 8                       |
| 31   | 二・二六事件           | 特設軍法会議           | 12                   | ー                    | 12                         | 8                       |
| 32   | 二・二六事件           | 秘密審理               | 12                   | ー                    | 12                         | 9                       |
| 33   | 二・二六事件           | 判決                   | 13                   | ー                    | 13                         | 9                       |
| 34   | 二・二六事件           | 終章                   | 13                   | ー                    | 13                         | 9                       |

- 単行本第13巻の末尾には、74ページにわたる全巻の人名索引が付されているが、文庫新装版では索引が省略されている。内容の詳しい検討を望む人は留意されたい。

### 単行本未収録作品
単行本に再録されなかったものに以下の2編がある（『対談 昭和史発掘』文春新書、2009年、および『昭和史発掘 特別篇』文春学藝ライブラリー、2019年、に再録）。
- 第16話「政治の妖雲・穏田の行者」『週刊文春』第9巻第1 - 2号（1967年1月2日号 - 1月9・16日合併号） - 飯野吉三郎。
- 第18話「「お鯉」事件」『週刊文春』第9巻第14 - 19号（1967年4月10日号 - 5月15日号） - 1934年に起こった事件。小山松吉法相が検事総長時代に赤坂の待合「鯉住」で接待を受けた、として岡本一巳代議士らにより告発されたが、逆に岡本が誣告として有罪となった。「鯉住」の女将が、元芸妓で桂太郎の愛妾であったお鯉こと安藤てるであり、彼女が小山が「鯉住」に来たことを証言した（のち偽証で有罪）ことからこの名がある。

担当編集者であった藤井康栄によれば、この2編はもともと当初の予定にはなく、番外編のつもりで書かれたもので、単行本化に際しては松本自身から「あの二本ははずす」という指示があったという。

## エピソード
- 当時文藝春秋に在職していた半藤一利は、『日本の黒い霧』連載時の『文藝春秋』編集長で同作の仕掛け人とされる田川博一が『週刊文春』に異動し、清張と親しかった田川が池島信平と共に、同誌への本作連載を決めたと推測している[1]。
- 本作は連載の準備期間に清張が海外旅行に出かけたこともあり、テーマを担当編集者の藤井康栄が設定し取材を進める執筆スタイルで書かれたが[3]、藤井の先行取材のストックが切れそうになると、清張から「この頃の事で書いておきたいことがある」と提案があり、文学の話題を挿入することになった。「これ（文学）はほとんど自分だけで出来る。あとの取材を頼む」という申し出であり、「芥川龍之介の死」「潤一郎と春夫」「小林多喜二の死」などを挿入することになった[4]。
- 藤井は、連載前半の『週刊文春』編集長は「ひとつずつの章が短いほうが、俺だって読める」と言い、毎週「（連載を）止めろ、早く止めろ」と藤井に対して言ったが、藤井は「でも私は意地でも作家には言いませんでした。呼びつけられても聞き流していたわけです」とし[5]、やがて編集長が交代して「好きなだけやれ」と言ったので、後半の二・二六事件は長くなったと述べている[6]。
- 藤井は「学者が書くものは、ほとんどが、公的資料とか、残っている資料に頼る。自分たちで探して見つけて書くわけではないですから、そういう人の論文をいくら読んでも、なんだか歯がゆいわけですよ。現実のことが知りたいのにって。だから深入りしすぎて、危ないこともあったんですけどね」と述べ、連載中には藤井が右翼に呼び出され、自宅まで尾けられるなどの目にあったが、「（清張は）ぜんぜん平気。大丈夫ですかと聞いても「その時はその時」と、肝が据わっていました」と述べている。加えて、藤井が北九州市立松本清張記念館の仕事を始めて以降も、「藤井さんに『俺はまだ生きているぞ』って伝えろ」と院外団関係者からの接触があったことを明かしている[6]。
- 考察や資料はしばしば専門研究者によって引用されることもあるが、筒井清忠は「関係者の聞き取りを元にしなければ書けないような有意義な情報を多く含んでいるのだが、どこまでが確実な調査に基づくもので、どこまでが推理によるものなのか判然としないので、取り扱いに慎重を要する」としている[7]。

## 関連書
- 『二・二六事件 研究資料』（1976年・1986年・1993年、文藝春秋、全3巻）：連載の過程で発掘した新史料を収録。
- 『松本清張の残像』（藤井康栄、2002年、文春新書）：連載当時の担当編集者で史料収集をしていた藤井（現：北九州市立松本清張記念館館長）による回想。
- 『対談―昭和史発掘』（2009年、文春新書）：城山三郎・五味川純平・鶴見俊輔との対談、及び単行本・文庫本未収録の「政治の妖雲・穏田の行者」「『お鯉（こい）』事件」を収録。『昭和史発掘 特別篇』（2019年、文春学藝ライブラリー）として再刊。